# 扁枝蘚
扁枝蘚（学名：Homalia trichomanoides）为平蘚科扁枝蘚屬下的一个种。